# Formica adamsi
Formica adamsi är en myrart som beskrevs av Wheeler 1909. Formica adamsi ingår i släktet Formica och familjen myror.

## Underarter
Arten delas in i följande underarter:
- F. a. adamsi
- F. a. alpina
- F. a. whymperi

## Bildgalleri

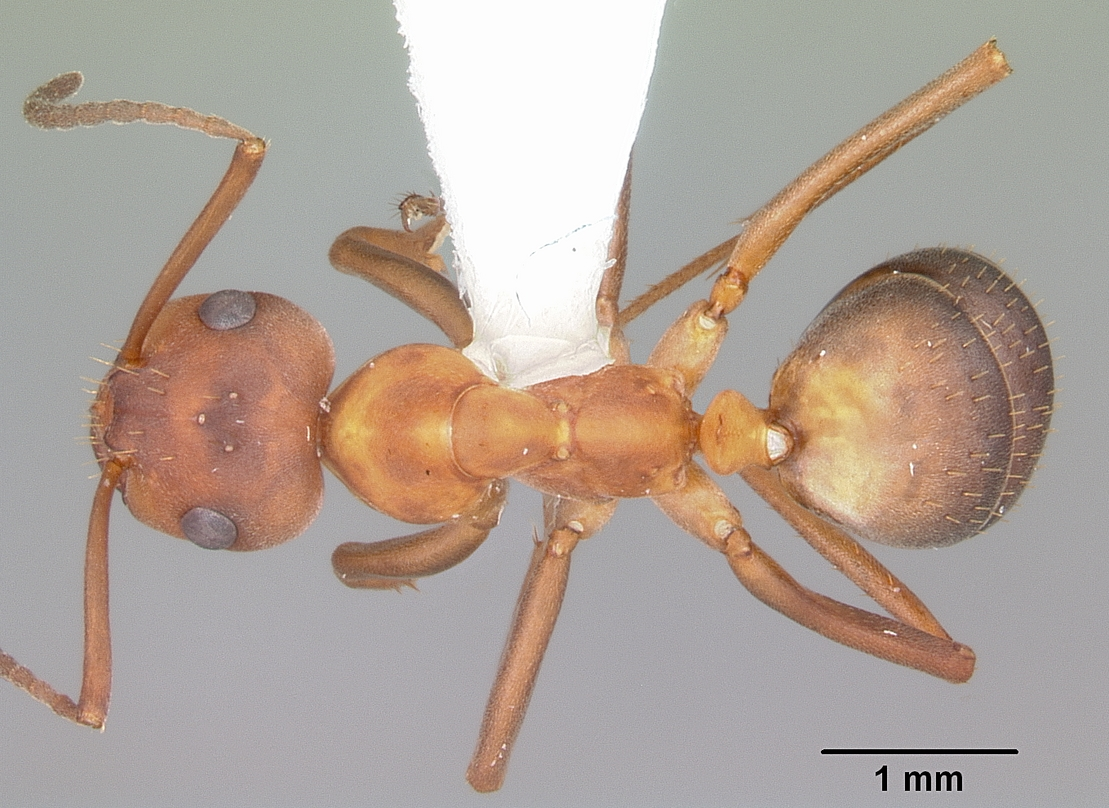
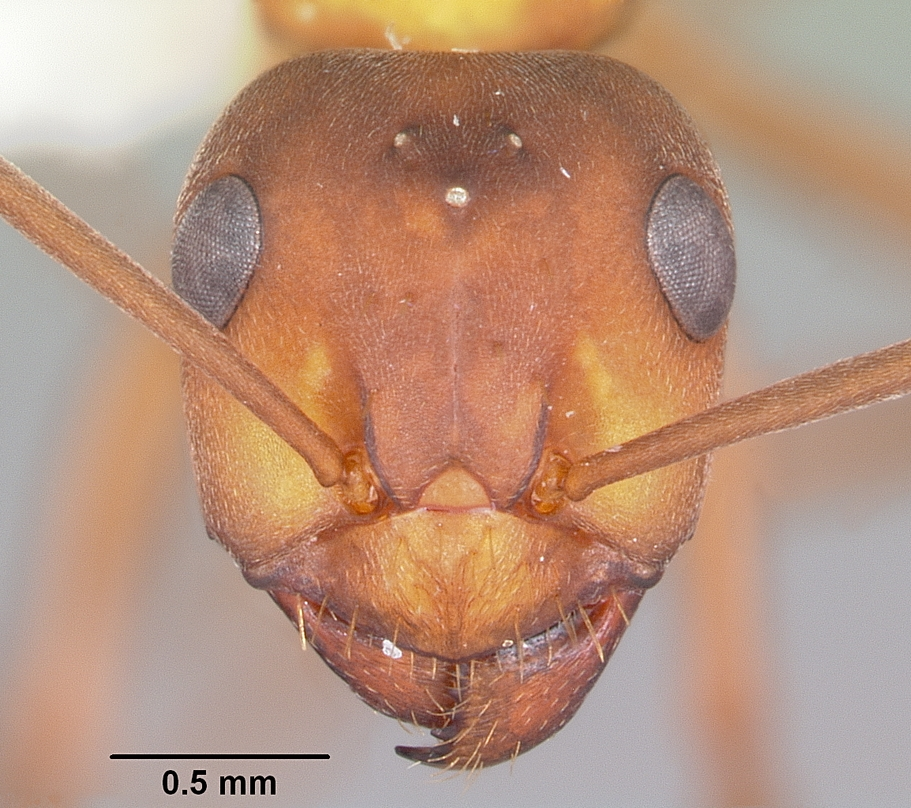
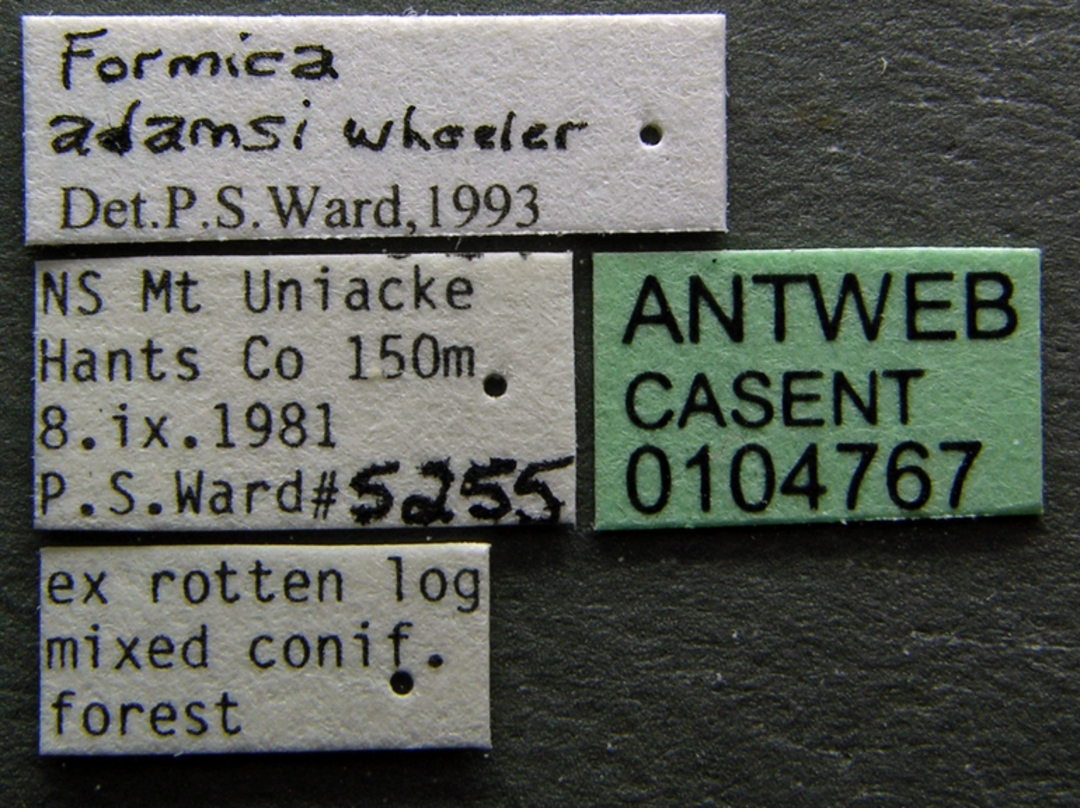
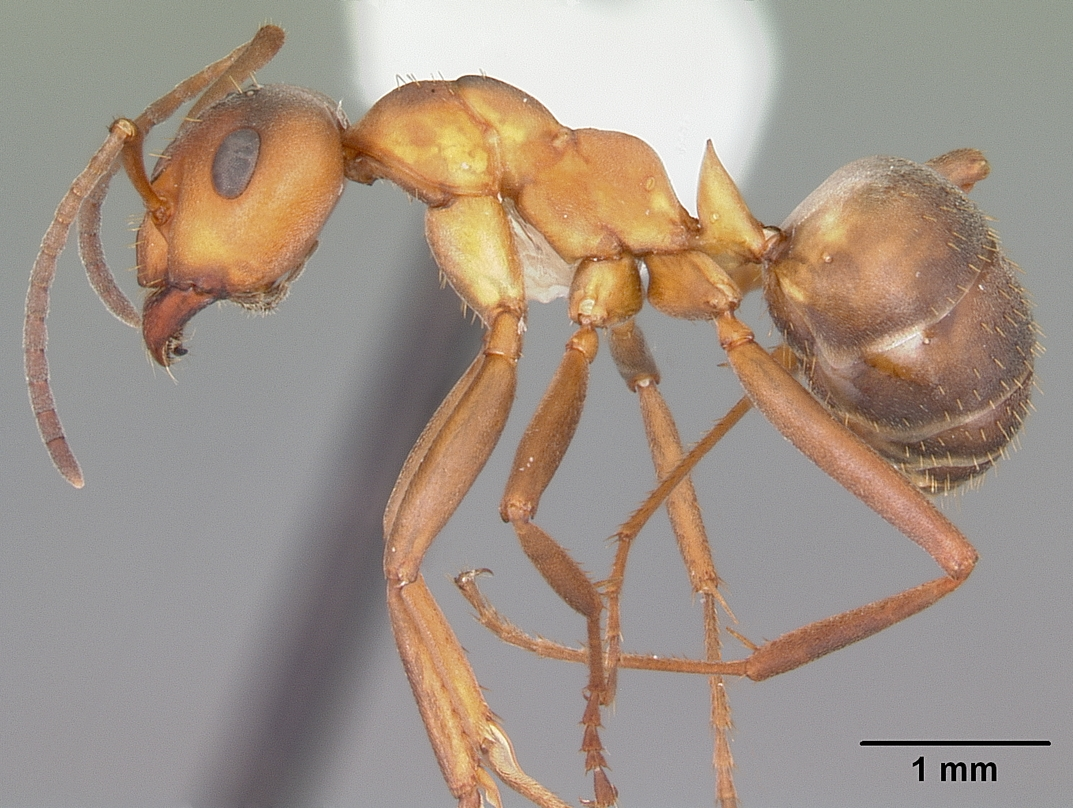